# Baccha nana
Baccha nana är en tvåvingeart som beskrevs av Violovitsh 1976. Baccha nana ingår i släktet nålblomflugor, och familjen blomflugor. Inga underarter finns listade i Catalogue of Life.